# ゲストブック

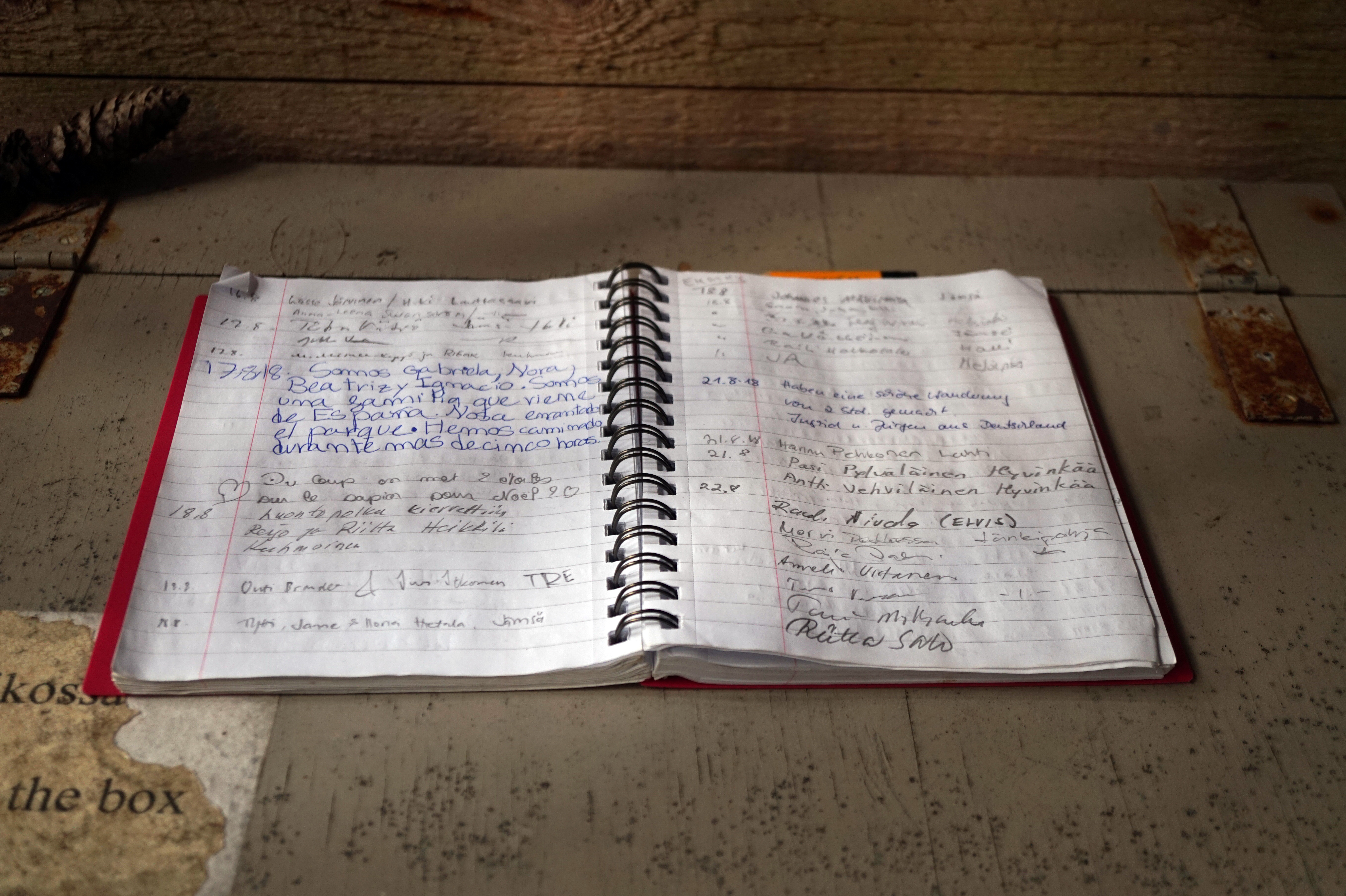

ゲストブック（Guest Book、もしくはGuestbook）とは、ウェブサイト管理者が、自身のウェブサイトにアクセスした初来訪の閲覧者に対して挨拶の言葉を書き留めてもらう事を目的として設置した電子掲示板の種類、ならびに利用用途をその目的のみとする電子掲示板。

## 詳細
ゲストブックとは閲覧者が初来訪の挨拶の言葉を唯一方的に書き込んでいく型の電子掲示板を指し、閲覧者との対話目的から設置した掲示板ではない。たとえるならこのゲストブック型電子掲示板への書き込み作業とは、書き込み任意の帳簿へ順に記帳してもらう作業を指す。このため閲覧者が書き込んだ初来訪の挨拶の言葉に対し、設置したウェブサイト管理者は原則として返信しない。
唯利用用途が専門化しただけの電子掲示板のため、機能上の差異は閲覧者との対話目的のために設置する電子掲示板と同一もしくは大差ない。このためウェブサイト管理者が「この電子掲示板は電子掲示板ではなくゲストブックだ」と明言して設置していない場合でも、電子掲示板の利用用途を「初来訪の閲覧者のために用意した挨拶専用の掲示板」という意思で設置した全ての電子掲示板がゲストブックに相当する。機能や取り扱いに関する詳細は項目電子掲示板を参照。

## 改造例
従来から使用している電子掲示板を、ゲストブック型電子掲示板へ移行を目的とした改造する場合、次に挙げる改造を行う：
電子掲示板の場合
用途を議論に用いる事を前提としないのだから、予想される文字数は2、3の単語もしくは文章という理由上から次に挙げる措置を執る：
- 入力フォーム欄の高さを1行分とする
- 字数制限等の書き込み許容量を設定する

スレッドフロート型掲示板の場合
- 1スレッド内の最大発言量をスレッド設立者自身が兼ねる第1発言のみとする
- 初来訪の挨拶のみを専用とするスレッドを設立、そのスレッド内のみに初来訪の挨拶を許可する

## 問題点
ゲストブック型電子掲示板の取り扱い上の問題点として、次の点が挙がる：
ウェブサイト管理者がゲストブック型電子掲示板とウェブサイト管理者との対話目的型の電子掲示板との両方を設置していた場合、閲覧者が初来訪の書き込みをどちらの掲示板に対して書き込んでよいのか迷ってしまう
現に閲覧者による初来訪の書込みがゲストブック側にも、電子掲示板側にも書き込まれているという実例を確認出来る。
何らかの返信を期待される
ゲストブック型として設置した電子掲示板をゲストブック型として利用してもらうことを諦め、次の措置を行う：
- 閲覧者との対話を目的とした電子掲示板として利用する、もしくは併用とする
- 撤去する

## 位置付け
日本ではスレッドフロート型掲示板や画像掲示板等電子掲示板の一種、もしくは電子掲示板と同一の位置付けの一方で、海外ではゲストブック型の電子掲示板のみを専門に取り扱うレンタルサービスが存在するほど著名な位置付けとなっている。